# Euxoa rufipennis
Euxoa rufipennis är en fjärilsart som beskrevs av Augustus Radcliffe Grote 1875. Euxoa rufipennis ingår i släktet Euxoa och familjen nattflyn. Inga underarter finns listade i Catalogue of Life.